# Rouveroy
Ne doit pas être confondu avec Rouvroy.
Rouveroy est une section de la commune belge d'Estinnes, située en Région wallonne dans la province de Hainaut.

## Étymologie
Rouveroy peut venir du latin Roboretum signifiant rouvraie, lieu planté de rouvres (petits chênes au bois dur et noueux). On pourrait supposer alors que le territoire de Rouveroy en était couvert. L'ancienne orthographe Rouveroit (par exemple dans les monographies du prince de Croÿ) serait le reflet de cette origine.
Rouveroy peut aussi bien venir du latin Roborarium signifiant "place forte". Des documents anciens (cartes Cassini, documents du XVIIe siècle et du XVIIIe siècle) mentionnent en effet fréquemment le village sous le nom de Rouvroir. Cette hypothèse reflèterait l'existence ancienne du Castelet (voir ci-après). Elle justifierait aussi le gentilé traditionnel à savoir "roborarien".

## Géographie
Rouveroy se situe au sud de la province, à 15 km de Mons, à 14 km de Binche et à 12 km de Maubeuge (France), à la frontière française. Le village s'étend sur 683 hectares soit le sixième village en superficie de l'entité d'Estinnes qui en compte neuf. Le seuil de l'église se trouve à 143 mètres au-dessus du niveau de la mer. Bien que proche de la Sambre, tout le territoire fait partie du bassin de l'Escaut : la Trouille, affluent de la Haine, traverse son extrémité sud-ouest et draine toutes ses eaux.
Au niveau de la géologie, il existe dans le bois d'Aveau, un affleurement de roches emsiennes (Dévonien inférieur) contenant des carbonates de cuivre (malachite et azurite).

## Évolution démographique
- Sources : INS, Rem. : 1831 jusqu'en 1970 = recensements, 1976 = nombre d'habitants au 31 décembre.

## Histoire
Près de la frontière, sur la rive droite de la Trouille, près du lieu-dit « le Castelet », dans le bois d’Aveau, on peut encore voir les vestiges d’un « camp romain ». On discerne encore les délimitations du camp. Bien que la tradition locale, basée sur les travaux d’historiens maintenant dépassés fait remonter ce camp à l’époque de Jules César, il semblerait s'agir en réalité d’un site gallo-romain qui servit de camp militaire aux IVe siècle et Ve siècle. Cependant, des fouilles récentes (1981) ont mis au jour à cet endroit un murus gallicus daté du Ier siècle av. J.-C. par les archéologues. Cette découverte suggère que ces lieux étaient déjà fortifiés et occupés à cette époque, au moins comme refuge sous protection « militaire » contre des envahisseurs, romains et plus tard barbares.
Depuis le XIIe siècle au moins, Rouveroy forma une paroisse du décanat de Binche, distincte de Croix, et était probablement divisé en deux fiefs : l'un dépendant de l'abbaye de Bonne-Espérance puis du comte de Hainaut et l'autre des Dames de Sainte Aldegonde à Maubeuge. Il faut noter que l'espace triangulaire compris entre la ferme de la Dîme et le presbytère s'appelait jadis « Place des Dames ».
Très ancienne, la seigneurie de Rouveroy appartenait en 1304 à Baudouin de Rouveroy, puis au milieu du XIVe siècle à Englebert de Grez, d'une famille d'Haulchin, figure de légende de l'histoire de Rouveroy. Il participa à une expédition du genre croisade aux côtés des chevaliers teutoniques visant à convertir au christianisme les peuplades de l'actuelle Biélorussie. N'étant pas revenu au bout de quelques années, il fut considéré comme disparu et son épouse se remaria avec le Seigneur d'Harmignies. Il croupissait en fait dans un cachot en Allemagne. Quand il revint, constatant que sa place était prise au château, il alla s'installer à l'Ermitage, sur les bords de la Trouille, maintenant sur le territoire de Villers Sire Nicole, et se consacra à la culture de plantes médicinales. Bien sûr la comtesse tomba malade et vint consulter l'ermite. Ils se reconnurent et l'histoire se termina par un combat singulier au cours duquel le Sire d'Harmignies fut tué. Englebert revint alors au château…
Au début du XVIe siècle, elle passe aux Briart, puis, en 1575, par le mariage de Marguerite de Briart (fille d'Antoine de Briart et de Claire de Sivry) avec Isambart de Bousies, elle passa aux Bousies jusqu'à leur départ du château en 1930, qui fut alors vendu. La pierre tombale de Claire de Sivry, décédée en 1601, se trouve dans l'église : elle est appliquée contre le mur au bas des marches du chœur de gauche. 
Jusqu'à la conquête française de 1792-1794, Rouveroy faisait partie de la Prévôté de Binche, dans le Comté de Hainaut. Sous Louis XIV, la prévôté de Binche fut annexée temporairement à la France de 1668 à 1678 et Rouveroy fut alors français. Après 1792-1794, Rouveroy fit partie du département français de Jemmapes et ensuite, de façon éphémère, du département du Nord. En effet, après la première abdication de Napoléon, le premier Traité de Paris (1814) laissa à la France les cantons de Dour, de Beaumont, de Chimay et de Merbes-le-Château, dont faisait partie Rouveroy. Après Waterloo, le second Traité de Paris et le Congrès de Vienne (1815) réunirent ces cantons aux Pays-Bas (Province de Hainaut).
À la fin de la guerre de 1914-1918, Rouveroy fut libéré par les britanniques le 11 novembre 1918, jour même de l'armistice. La ligne de front se situait ce jour-là entre Croix et Rouveroy.

## Armoiries
Blasonnement : croix d'argent sur bleu d'azur.

## Architecture, monuments et culture

### Église Saint-Rémi et Saint-Médard
La tour est datée de 1719. Mais on retrouve une voûte gothique dans le porche qui date du XVIe siècle. L'église a été agrandie vers 1850. En effet, à cette époque, le clocher n'était pas encastré dans l'enceinte du bâtiment comme aujourd'hui.
On retrouve des parties très anciennes : XIVe, XVe et XVIe siècles.
Sous l'église, se trouve la crypte de la famille de Bousies. La dernière personne à avoir été inhumée est la comtesse Gustave de Bousies née Liénaux (1838-1924), en 1924.
Depuis juin 2010, l'église Saint-Rémi est devenue l'église Saint-Rémi et Saint-Médard, à la suite d'une demande formulée par la fabrique d'église auprès de l'évêque de Tournai. Ce dernier a accepté la modification.

### Château des comtes de Bousies
Fin XVIIIe siècle malheureusement remanié dans les années 1940. Il a remplacé un château plus ancien situé plus en retrait. 

### Pilori
Pilori de justice seigneuriale de forme très originale, anciennement situé dans le parc du château. Non daté. 

### Presbytère
Presbytère daté de 1749. Toujours habité par le curé de la paroisse (depuis 1976).

### Fermes
Cinq fermes à cour fermée et carrée datant du XVIIIe siècle, dont quatre ont gardé leur porche en anse de panier. 
La ferme qui était située au 3 rue des Alliés possède une partie datée de 1760 ainsi qu'une armoire encastrée datant de la même époque. Cette date fut gravée dans la pierre supplantant l'ancienne porte d'entrée. Cette fermette en ruine fut partiellement détruite et réaménagée par les propriétaires actuels, qui ont conservé cette pierre gravée et l'ont conservé dans le jardin. À l'emplacement du garage actuel se trouvait un chemin pavé, menant au fond de l'actuel jardin où se trouvait un puits. Au XVIIIe siècle, les gens du village y allaient chercher leur eau.

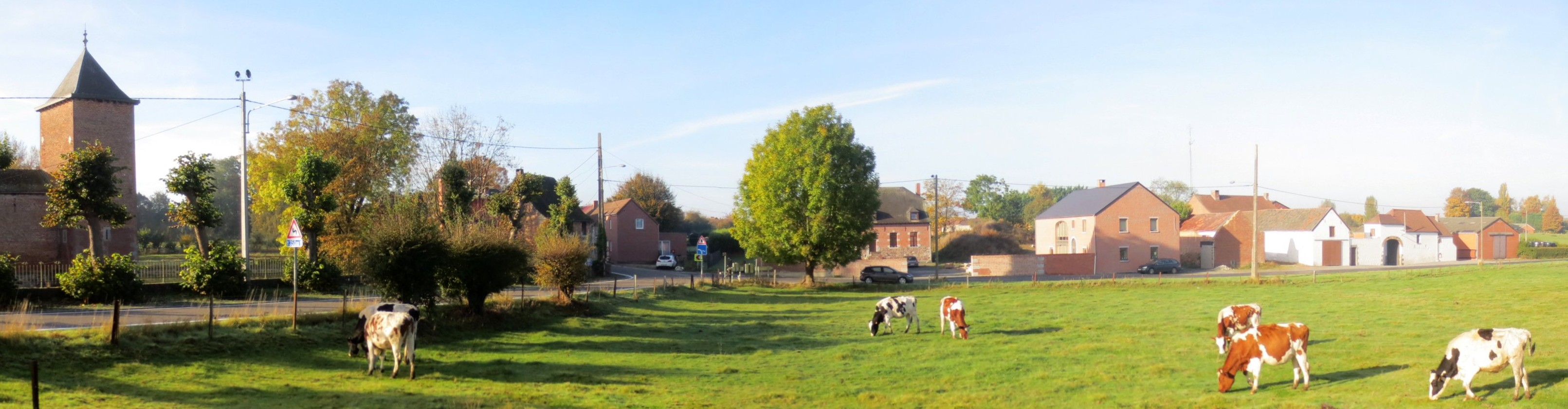
Vue panoramique de Rouveroy

### Curiosités

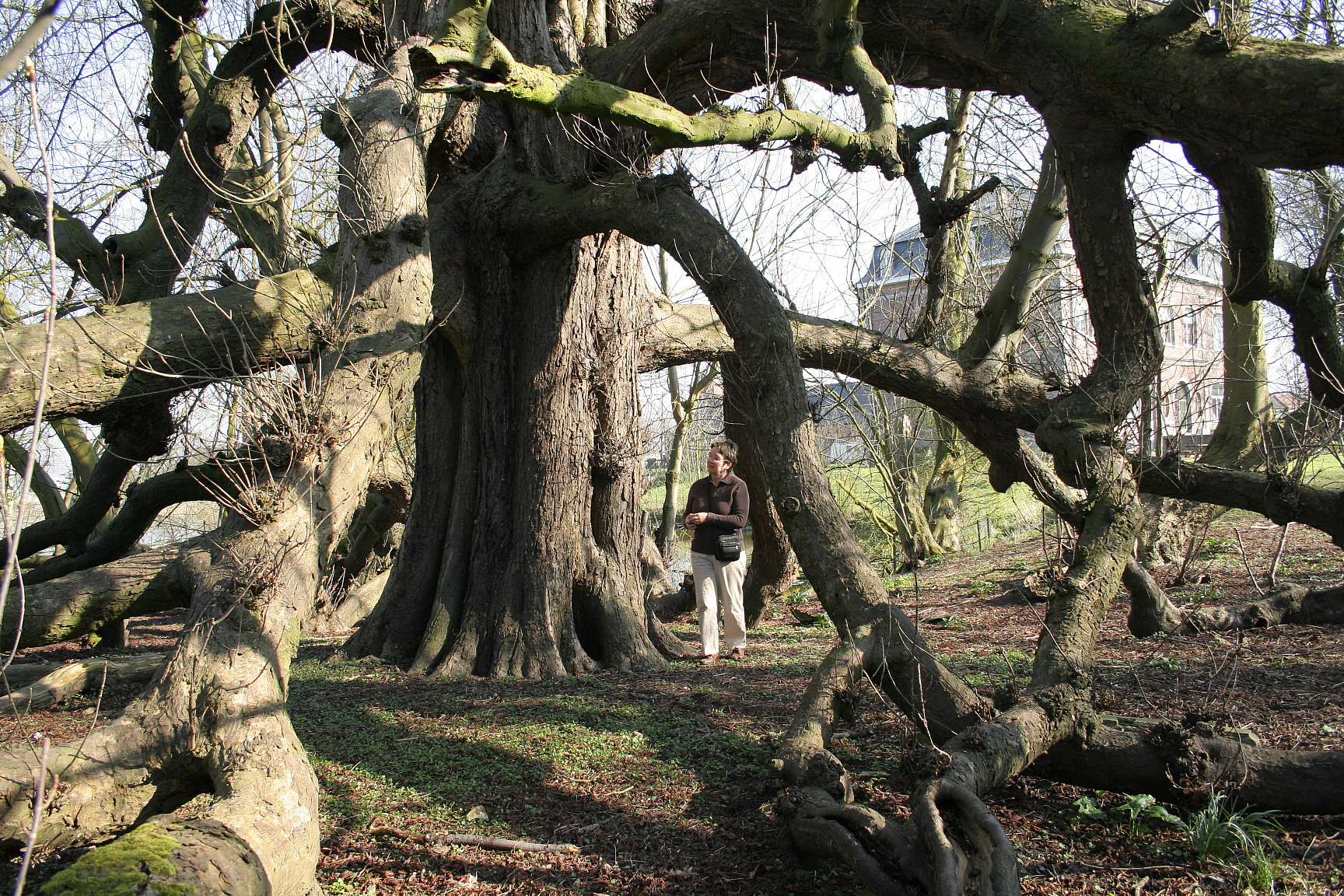
Le marronnier d'Inde.

Dans le parc du château, on peut admirer un remarquable marronnier d'Inde situé à droite du château (photo ci-contre) ainsi qu'un magnifique if pluricentenaire situé vers le milieu du parc. Cet if aurait environ 500 ans et serait le plus gros de Belgique (presque 5 mètres de circonférence du tronc).
On trouve aussi sur la place communale, un pilori. Ce pilori était jusqu'au début des années 1990, dans l'enceinte du parc du château des comtes de Bousies.

### Tradition
Le village est connu pour sa procession de Saint Médard qui se perpétue depuis au moins 1662. Elle a lieu en général le dimanche le plus proche du 8 juin.
Depuis 1975, un carnaval avec des gilles de Binche est organisé le dimanche suivant la fête de Pâques. Le carnaval est organisé conjointement avec le village de Croix-lez-Rouveroy.
Le parler local est essentiellement picard.

## Personnalités
- Georges Montenez (1887-1935) : artiste-peintre, graveur et dessinateur.